# 東尼·卡柏迪
安東尼·查理士·"東尼"·卡柏迪（英語：Anthony Charles "Tony" Capaldi，1981年8月12日—），簡稱東尼·卡柏迪（英語：Tony Capaldi），出生在泰勒馬克郡的波什格倫，是一名在挪威出世的北愛爾蘭足球運動員，司職左閘。卡柏迪亦是一名投擲遠距離界外球的球員。

## 生平

### 球會
卡柏迪最初是以伯明翰的學徒球員的身份展開其足球生涯。他效力伯明翰期間曾被球會外借至赫里福特聯。2001/02球季快結束時，未曾代表過伯明翰一隊上陣的卡柏迪轉投普利茅夫。
雖然他在賽事中大腿受傷後，他被逼缺席了大部分2004/05球季的首循環賽事，不過球會在2004年12月仍然與其續約兩年至2007年6月。
卡迪夫城
2007年5月25日，卡柏迪拒絕了普利茅夫提供的新約，改為以波士文球員的形式與卡迪夫城簽訂了三年合約。他在球季初是正選左閘，不過經過不斷的競爭後，他發現自己的位置被基斯·根達取代。隨著基斯·根達在1月1日被出售，卡柏迪重返正選隊伍並且開始變得更穩定，包括在全部6場足總盃賽事中上陣，使最終球會打進了決賽，然而卻以0-1的比分不敵樸茨茅夫。
2008/09球季初，卡柏迪因膝傷而無法上陣。在缺席了球季的頭兩個星期後，他在8月26日對米爾頓凱恩斯的聯賽盃賽事中復出，其中只有他有可能復發的問題。他再次因傷缺陣了三個月，康復後他在數場賽事中均坐板凳，最終他在1月25日對阿仙奴的足總盃第四圈賽事中入替基斯·貝基而復出，最終球雙方打和0-0，這次受傷意昧著他在該季只能代表球會上陣5場賽事。2009年8月18日，雖然他在對前球會普利茅夫的賽事吃到第二面黃牌而被罰離場，然而球會最終憑著米高·祖柏大演帽子戲法以3-1的比分勝出。卡柏迪在對威爾斯南部的競爭對手史雲斯的賽事中復出並取代受傷的彼得·韋定咸出任左翼，最終球隊仍以2-3的比分不敵對手。不過由於上陣次數稀疏，他說自己可能需要到其他球隊踢球。
列斯聯
2009年11月26日，他被外借至英甲領頭羊列斯聯直至2010年1月4日，以期獲得正式加盟，並且得到卡迪夫城會方同意讓他代表列斯聯出戰足總盃。列斯聯兼北愛爾蘭助教格林·史奴頓和他在卡迪夫城的隊友前列斯聯球員華倫·費尼同樣將卡柏迪推薦給列斯聯。就如李·邦比一樣，他亦是投擲長距離界外球的專家。
莫克姆
其後，卡柏迪被卡迪夫城放棄，並先後前往普利茅夫、水晶宮和赫斯試訓，最終他在2010年9月16日與莫克姆簽訂短期合約，與北愛爾蘭前領隊森美·麥祺萊故劍重逢。於1月獲延長合約至球季結束，但他3月於Twitter批評球會的訓練，並稱球會為「垃圾」後再沒有獲派上陣。
牛津聯
2011年5月13日英乙球會牛津聯宣佈於卡柏迪與莫克姆的合約屆滿後收歸旗下。

### 國際賽
2004年3月，他在對愛沙尼亞的賽事中首次代表北愛爾蘭上陣，球隊最終以1-0的比分勝出。2005年9月，他亦有在戰勝英格蘭1-0的著名的賽事中上陣。他在對威爾斯的友賽中上陣，以21頂帽子打破了普利茅夫的球員在國家隊上陣次數最多的記錄，取代原本的前紀錄保持者威爾斯球員摩西·羅素。

## 榮譽
卡迪夫城
- 足總盃亞軍：2007-08

## 外部連結
- （英文）Tony Capaldi profile at cardiffcityfc.co.uk
- （英文）Tony Capaldi profile at pafc.co.uk
- （英文）足球数据库：Tony Capaldi的球员统计数据